# Coccophagoides pulchellus
Coccophagoides pulchellus är en stekelart som först beskrevs av Dozier 1937.  Coccophagoides pulchellus ingår i släktet Coccophagoides och familjen växtlussteklar. Inga underarter finns listade i Catalogue of Life.